# 向井慧
向井 慧（むかい さとし、1985年〈昭和60年〉12月16日 - ）は、日本のお笑いタレント、ラジオパーソナリティ。お笑いトリオ・パンサーのツッコミ担当。立ち位置は真ん中。愛知県名古屋市熱田区出身。吉本興業所属。身長172 cm、体重67 kg、血液型B型。

## 来歴
愛知県名古屋市熱田区出身。名古屋市立白鳥小学校、名古屋市立宮中学校、愛知県立瑞陵高等学校、明治大学政治経済学部卒業。
小さい頃からお笑い好き。小学校高学年のときにはすでに芸人を目指していた。小学生の時に名古屋市の優良児童に選ばれた。高校3年の秋の三者面談で、「高校を出たら吉本総合芸能学院（NSC）東京校に行って芸人になる」と父に告げる。父から二つの条件を出されたが受け入れて、受験勉強を始める。幼稚園からの幼馴染である近藤裕希と共に上京を決めるも近藤が受験に落ちて浪人し、1年待った向井は大学2年の2005年にNSCに入学。『あじさい公園』としてコンビで活動（当時はボケ担当）。同期にエド・はるみ、チョコレートプラネット、シソンヌ、井下好井などがいる。NSCを卒業し、りゅーじ（元トンファー）を加え『ブルースタンダード』を結成したが、2008年3月に解散。その後、NSCの先輩にあたる菅良太郎と尾形貴弘と共に『パンサー』を結成し活動する。なお、元相方の近藤裕希とりゅーじの二人はコンビを再結成し、向井がコンビ名の名付け親となった『インディゴ』として活動（2018年に解散）。2014年4月に喉ポリープで入院、手術を受けた。
2024年8月、「あいち県民の日アンバサダー」に就任。

## 芸風
- パンサーにおける役割は「まとめ役」といわれる。トリオ内最年少且つ東京NSCでは一番の後輩。東京NSC11期生。
- 又吉直樹（ピース）、児玉智洋（サルゴリラ）と三人で「バッハ（仮）」というユニットを組んでおり、2013年8月ごろから3年ほど、3人で同居をしていた。『又吉・児玉・向井のあとは寝るだけの時間』（NHKラジオ）をはじめ、3人でメディア出演する機会も多いが、基本的にメディアでは「バッハ（仮）」というユニット名は使われていない。
- よしもと男前ランキング・2010年第32位、2011年第21位、2012年第9位、2013年第3位、2014年第2位、2015年第1位、2019年第43位。

## 人物

### 趣味・特技
- 競輪に精通し、『パンサーの「競輪、はじめました。」』（BS日テレにて2018年3月まで放送）への出演をきっかけに競輪番組への出演が増えている。
- ゆずを愛聴しており、学生時代にはファンクラブにも入っていた。好きな曲は『からっぽ』。他にはback numberも好きである。
- テレビアニメ『プリキュアシリーズ』のファンであることを公言している。きっかけは『HUGっと!プリキュア』（2018年放送）で「初の男の子プリキュア誕生」というニュースを目にし、「ジェンダーの平等」を描いていることから興味を持ち始めた。特に、主人公の野乃はな（キュアエール）の姿勢に感情移入し、のめり込んでいったという[9]。以来テレビやラジオで作品の良さを語っており、これが縁となって2021年8月15日放送の『トロピカル〜ジュ!プリキュア』第24話では本人役でゲスト出演している[10]。
- 芸能界最強バックギャモンプレイヤーを自称している。[11]

### 好き・嫌いなもの
- 偏食家で、生もの（魚介類など）が苦手である。
- 焼肉が好物。
- サウナやスーパー銭湯に行く[12]。

### 家族
- 父親は名古屋市立大学名誉教授（専門分野：農業環境政策/地域計画　非営利経済論）の向井清史[13]。母親（故人[14]）は長崎県佐世保市出身[15]。押しに弱く、訪問販売で味噌二年分と150cm程度のガンダムを買ったことがある。ペットショップ勤務の4歳上の姉がいる[5]。
- 『アナザースカイ』（2023年12月9日放送）では父と一緒に長崎県の旅をした[16][17]。佐世保市を訪れたのは小学生以来で25年ぶり。向井が仕事が忙しかった時期の8年前に母親が亡くなり、2023年の夏に父親と2人で母親の遺骨が納められている高野山へ行き、「遺骨を目の前にした時に母親に逢った感覚があった」という。「父親に話を聞いてたら、知らない母親の話がいっぱい出てきて、母親の生まれたところを巡ってみたい」という理由からだった。

### エピソード
- 名前の「慧」の由来は、誕生年である85年にハレー彗星が世間をにぎわせていたため、次のハレー彗星が近づく2061年まで長生きできるようという意味から名付けられた。
- 靴のサイズは28cm。
- 小学校では児童会長、サッカー部のキャプテン、中学では生徒会長を務めた[5]。
- 『クイズ!ヘキサゴンII』（フジテレビ）では品川祐（品川庄司）と松岡卓弥とともにMUSHを結成。
- 『プレバト!!』（毎日放送）の特待生・名人査定において、「母の余命知る冬の日のレイトショー」という句に挑戦した結果、2ランクアップで特待生5級から3級へと昇格を果たした[18]。
- ラジオ番組『パンサー向井の#ふらっと』の2022年4月19日放送回「ドッキドキ!協会マッチング」のコーナー内で日本ふんどし協会を特集。ふんどし着用を試し感想を語っている。翌年2月には今後の普及活動への期待も込め「ベストフンドシストアワード 2022」が贈られた[19][20]。
- 子供の頃に『天才クイズ』（CBCテレビ）を見ており、特別番組『Pascoプレゼンツ　新天才クイズ～2023夏～』（2023年8月26日放送）の司会として初出演[21][22]。以降の放送も司会を担当している。
- 愛知県で好きな場所は沢山あるがその中でも今池が好きで、サウナやグルメを楽しんでいる。以前東京に住みながら今池に部屋を借りていたことがある[23]。
- ウェルビー今池店に向井のサインが書かれた専用ロッカーが存在する。同店は2023年11月から3ヶ月限定で『むかいの喋り方』（CBCラジオ）のスポンサーだった[24]。

### 交友関係
- 芸人との交友関係が広く、特に長田庄平（チョコレートプラネット）や岩井勇気（ハライチ）、関町知弘（ライス）、ひろたあきらなどと仲が良い。
- 又吉たちとの同居前は吉祥寺のアパートに住んでいた。
- 安達健太郎（元カナリア）がプロデュースするアイドルグループ、Adachildsに相方の尾形と共に所属している。

### ラジオ関連
- 根っからのラジオ好きとして知られている[25]。小学校高学年でお笑い芸人の番組に出会う[26]。中学生の頃に聴いた『ナインティナインのオールナイトニッポン』（ニッポン放送）をきっかけに、ほぼ毎日ラジオを聴く様になり、芸人を志した[5]。2017年1月には『ナインティナイン岡村隆史のオールナイトニッポン』の岡村隆史（ナインティナイン）に代わり、同枠で特別番組『パンサー向井慧のオールナイトニッポン』（ニッポン放送）を担当。2022年11月の時点で、FMヨコハマ『ドア開けてます!』、ベイエフエム『シン・ラジオ -ヒューマニスタは、かく語りき-』などのリスナーであることを公言している[27][28]。
- 2022年7月現在ではラジオだけで5本のレギュラーがある。2022年春からはTBSラジオにて『伊集院光とらじおと』の後番組となる平日朝ワイド番組『パンサー向井の#ふらっと』のパーソナリティを担当している[29]。一方でパンサーとしてのラジオ番組は無い。

## 出演
※単独出演のみ記載

### バラエティ番組

#### レギュラー番組
現在の出演
- 王様のブランチ（TBS、2021年4月10日 - ） - 隔週スタジオレギュラー[30]
- よるのブランチ（TBS、2021年4月21日 - ） - MC
- ヒルナンデス!（日本テレビ）- 火曜コーナーレギュラー
- DayDay.（日本テレビ、2023年4月7日 - ）- 金曜隔週レギュラー
- 診療中!こどもネタクリニック（NHK総合、2023年4月17日 - ）
- 向井長田のくるま温泉ちゃんねる（BSよしもと、2023年6月3日 - ）[31]

過去の出演
- カウントダウン E.T（MUSIC ON! TV、2013年7月 - 2014年3月）- バイト君として週替り出演。
- 美女たちの日曜日（テレビ朝日、2015年4月5日 - 6月28日）- MC
- おはスタ（テレビ東京、2015年4月6日 - 2016年4月1日、月曜レギュラー [注 1]）
- 七人のコント侍 第12期（NHKBSプレミアム、2016年1月 - 3月）
- この恋イタすぎました（日本テレビ、2022年8月5日 - 12月2日） - MC
- チャント!（CBCテレビ、2019年4月1日 - 2022年3月31日） - リポーター
- 天才てれびくんhello,（Eテレ、2020年4月6日 - 2023年3月29日）- 電空アリーナの木曜日MC
- キングオブモルックのモルック大作戦!!（TOKYOMX、2021年7月9日 - 2022年10月27日）- MC[32]
- あなたの1週間、壁にしました（テレビ東京、2023年9月22日 - 2023年10月27日） - MC[注 2][33]
- あの街で終電逃したら（テレビ朝日、2024年11月5日 - 11月27日）- MC

#### 特別番組
＊MCもしくはメインキャスト
- おバカ撲滅!最低限教えます!（テレビ朝日、2017年12月14日・12月21日）- MC
- 輝く!東海の企業たち（メ〜テレ、2018年2月12日）- MC
- ロンブー淳のニッポンの優しいまち（テレビ東京、2018年3月4日・7月28日）- 進行
- 社会人お笑い相談所（テレ朝チャンネル、2019年5月31日）- 助手
- ライセンス井本&パンサー向井のTHE情熟プレゼンター!〜無いから作っちゃいましたSP〜（読売テレビ、2019年7月15日）
- ニッポンのレジェンド発掘SP さいしょの人はスゴかった!!（読売テレビ・日本テレビ系列、2021年2月14日・2022年2月27日）- 進行
- 突撃!地元のあっぱれカンパニー〜探そう!未来のヒント〜（中京テレビ、2021年3月13日）- MC
- V.I.P ―official髭男dism―（スペースシャワーTV、2021年7月31日）- MC
- 激アツ!推しもんパレード〜ガチで使ったリアルな感想を発表しますSP〜（読売テレビ、2022年2月23日）- MC
- プロが伝授!スポーツ豆知識 まめスポ（CBCテレビ、2022年3月20日）- MC
- 目ゲキシャ（テレビ朝日、2022年6月5日）- MC
- 特集番組「SENKYOが好きすぎる!」（NHK総合、2022年6月19日）- MC
- 心がハタチになる頃には（テレビ朝日、2022年7月2日）- MC
- 芸人だってツラいよ!トラブっちゃった座談会（BSよしもと、2022年7月17日・2023年8月1日・2025年1月25日）- MC
- スカウトモンスターズ（日本テレビ、2022年11月25日）- MC
- あたらしいテレビ2023（NHK総合、2023年1月1日）- MC
- パンサー向井の新時代アスリート応援宣言（CBCテレビ、2023年3月19日）[34]
- 金のツカミ（日本テレビ、2023年4月3日・10月8日・2024年4月2日）- MC
- 藝大よ、地球を救え。（フジテレビ、2023年6月3日 - ）- MC[35]
- 火曜NEXT!（フジテレビ）　　　　
  - タイパの女王さま（2023年8月15日・8月22日）- MC[36]
- Pascoプレゼンツ 新天才クイズ（CBCテレビ、2023年8月26日・2024年3月30日・8月3日・8月10日・8月17日・8月24日・12月21日・12月28日）- MC[37]
- リベジョ（日本テレビ、2023年12月27日・2024年4月14日・9月29日）- MC[38]
- クイズ!先生芸能人NO.1決定戦（MBS・TBS系全国ネット、2024年2月4日）- MC[39]
- 究極の恋愛決断ショー SPEC HOTEL（TBS、2024年7月29日・8月5日）- 進行[40]
- ゴールデンタッグ（読売テレビ・日本テレビ系列、2024年9月26日）- ゴールデンプロデューサー役[41]
- 土曜☆ブレイク「20ティーチャー」（TBS、2024年10月19日）- MC[42]

### テレビアニメ
- トロピカル〜ジュ!プリキュア（朝日放送テレビ、2021年8月15日[注 3]、第24話） - 本人役[43][44][45][46]

### その他のテレビ番組
- NHK高校講座「現代の国語」（NHK Eテレ、2022年4月4日 - 2023年2月13日、以降当面リピート放送予定） - MC

### ラジオ
- アッパレやってまーす!水曜日（2016年 - 2017年、MBSラジオ）
- 又吉・児玉・向井のあとは寝るだけの時間（2016年5月3日・8月11日、2017年4月24日 ・ 2018年4月 - 、NHKラジオ第1放送）[47]
- #むかいの喋り方（2018年 - 、CBCラジオ）
- パンサー向井のチャリで30分（2020年 - 、ニッポン放送）
- 向井と裏方（2021年 - 2023年3月 、AuDee）
- パンサー向井の＃ふらっと（2022年3月28日 - 、TBSラジオ） - パーソナリティ[48][29]
- 今日は一日 back number三昧（2023年1月8日、NHK-FM） -MC[49]

### ウェブドラマ
- 火花 第7話（2016年6月3日、Netflix） - ベイビー星川 役

### ウェブテレビ
- 極楽とんぼのKAKERUTV（2017年 - 2019年4月、AbemaTV）
- ABEMA Prime（2017年10月2日 - 、AbemaNews）金曜レギュラー[50]
- アオハル♥LINE（2018年、AbemaTV）- スタジオMC[51]、初回から第5弾まで
- Abemaミッドナイト競輪（2019年4月 - 、AbemaTV）
- TDK presents 学生イノベーションバトル そのヒラメキで世界を変えろ（2019年12月7日 - 2020年3月28日、AbemaTV）[52]
- トークサバイバー!（2022年3月8日、Netflix）

### 舞台
- 舞台『AGASA-アガサ-』完璧な殺人鬼（2024年12月11日、EX THEATER ROPPONGI）[53]